# Лескея
Лескея (Leskea) — рід мохів родини лескеєвих (Leskeaceae).
Рід має космополітичне поширення.
Існує 112 видів, зокрема:
- Leskea abietina (Hedw.) Mitt.
- Leskea acidodon Mont.
- Leskea polycarpa Ehrh. ex Hedw.

## Опис
Рослини невеликі й утворюють газони від світло-зеленого до темно-зеленого або коричнево-зеленого кольору. Стебла більш-менш перисторозгалужені, гілки горизонтальні до висхідних. Стеблові листки та листки гілок схожі один на одного, довгасто-яйцеподібні або яйцювато-ланцетні, дещо асиметричні. Краї листя плоскі або загнуті біля основи, цілокраї, іноді злегка зубчасті на кінчику. Листкова жилка закінчується раніше верхівки листка. Довжина коробочкової ніжки від 4 до 12 мм, циліндрична коробочка прямо-похилена, кришечка конічна. Перистом подвійний. Гладкі або дуже тонкі сосочкові спори мають розмір від 9 до 18 мікрометрів.